# اونا استابز
اونا استابز (: Una Stubbs؛ زادهٔ ۱ مهٔ ۱۹۳۷ – ۱۲ اوت ۲۰۲۱) هنرپیشه اهل بریتانیا بود. وی از سال ۱۹۵۶ میلادی تا هنگام مرگ مشغول فعالیت بود.
از فیلم‌ها یا برنامه‌های تلویزیونی که وی در آن نقش داشته‌است می‌توان به شرلوک، فرشته، بازی بزرگ، بانکدار کور، پرونده صورتی، نعش‌کش خالی، بچه‌های آب و عروس نفرت‌انگیز اشاره کرد.